# Sydtaks-familien
Sydtaks-familien (Podocarpaceae) er en lille familie med nogle få slægter. Familien er meget variabel, men det er fælles for alle, at hanblomsterne er samlet i stande, der minder om rakler.
| Slægter |

- Phyllocladus
- Sydtaks (Podocarpus)
- Saxegothaea